# Rupia birmana
La rupia fou la moneda oficial de Birmània entre 1852 i 1952, exceptuant el període comprès entre 1943 i 1945.

## Història
Quan Birmània fou ocupada pels britànics, la rupia índia va substituir el primer kyat amb un valor paritari. Des de 1897, el govern de l'Índia va emetre bitllets a Rangun similars als emesos en Índia, però canviant-ne l'idioma. El 1917, i de nou en 1927, es van reimprimir els bitllets indis per utilitzar-los en Birmània. Quan Birmània fou una colònia diferent en 1937, es van emetre nous bitllets per al seu ús exclusiu en Birmània; tot i això, no va succeir el mateix amb les monedes.
Quan els japonesos van envair Birmània en 1942, van introduir una nova rupia dividida en 100 cèntims. Només es va emetre paper moneda. En 1943, el kyat va reemplaçar la rupia, i el 1945 es va declarar que el diner japonès no tenia cap valor, motiu pel qual Birmània va tornar a emprar monedes índies i les rupies birmanes anteriors.
Després de la independència en 1948, Birmània va introduir el seu propi sistema de rupies, tant monedes com bitllets. Una rupia es dividia en 15 pe (equivalent a l'anna indi), cadascun dividit en 4 pyas (equivalents als pice indis). El 1952, el kyat va substituir la rupia amb un valor paritari.

## Monedes
El 1949 es van introduir monedes en denominacions de 2 pya, 1, 2, 4 i 8 pe. Totes tenien les mateixes característiques tècniques (pes, aliatge...) de les monedes índies de ½, 1, 2 annas, ¼ i ½ rupia.

## Bitllets
Entre 1897 i 1922 es van emetre bitllets de 5, 10 i 100 rupies del mateix estil que els bitllets indis. El 1917, es van reimprimir els bitllets de 2½ rupies índies per al seu ús en Birmània, i anàlogament amb els bitllets de 50 rupies en 1927, i els de 100 rupies entre 1927 i 1937. El 1938, el Banc de Reserva de l'Índia va emetre una sèrie especial per al seu ús en Birmània en denominacions de 5, 10, 100, 1.000 i 10.000 rupies.
El 1942, els japonesos van emetre bitllets d'1, 5, 10 cèntims, ¼, ½, 1, 5, 10 i 100 rupies. El 1945 l'administració militar va emetre bitllets indis reimpresos en denominacions d'1, 5, 10 i 100 rupies. El 1947, el Consell Monetari de Birmània va assumir les competències per emetre paper moneda en denominacions d'1, 5, 10 i 100 rupies. Després de la independència en 1948, el govern va emetre bitllets en les mateixes denominacions. El 1953, el Banc de la Unió de Birmània va emetre una última sèrie de bitllets en les mateixes denominacions de rupies.

## Galeria

### Bitllets de rupia birmana emesos pel govern d'ocupació japonès entre 1942 i 1945

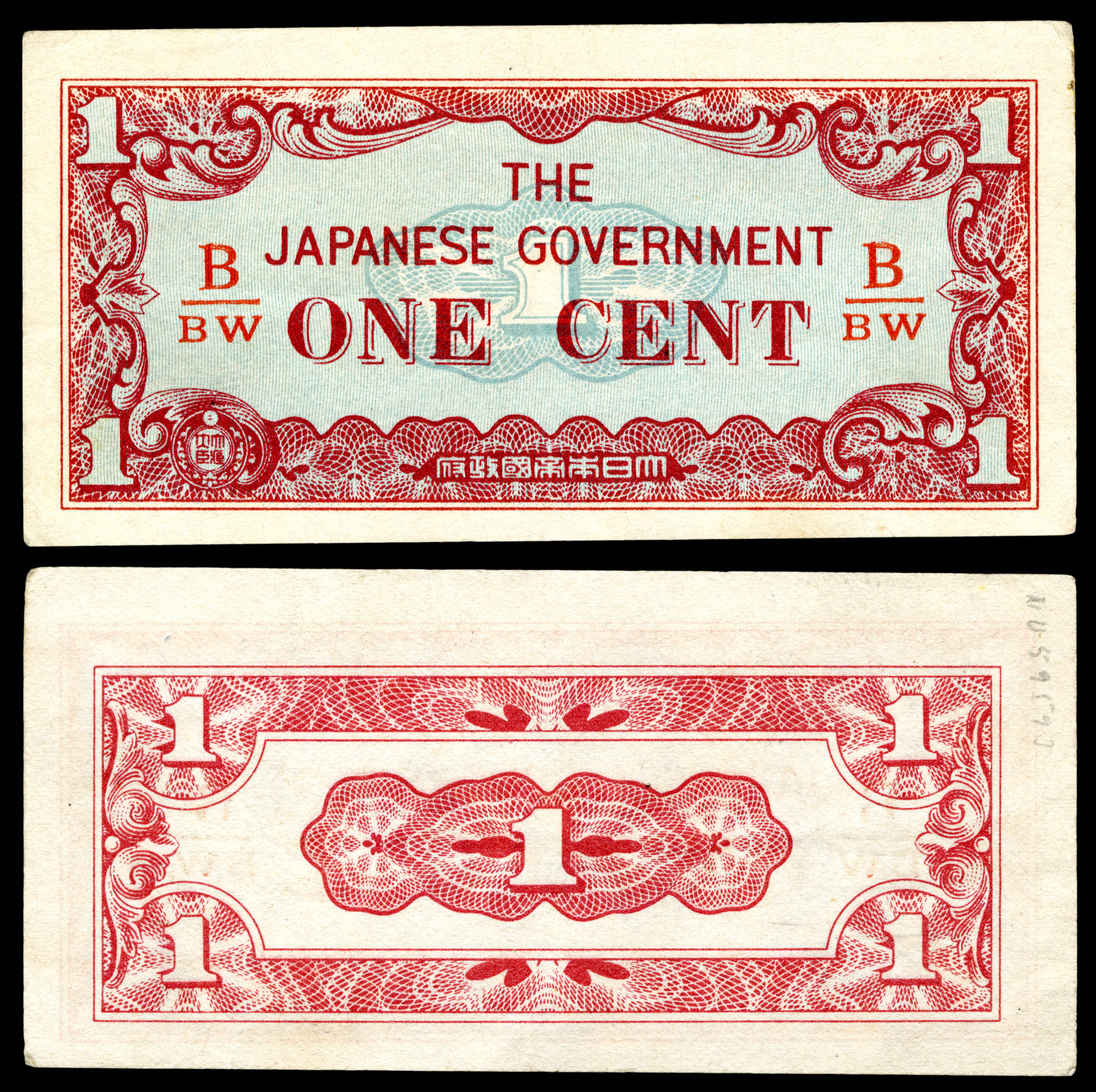
1 cèntim
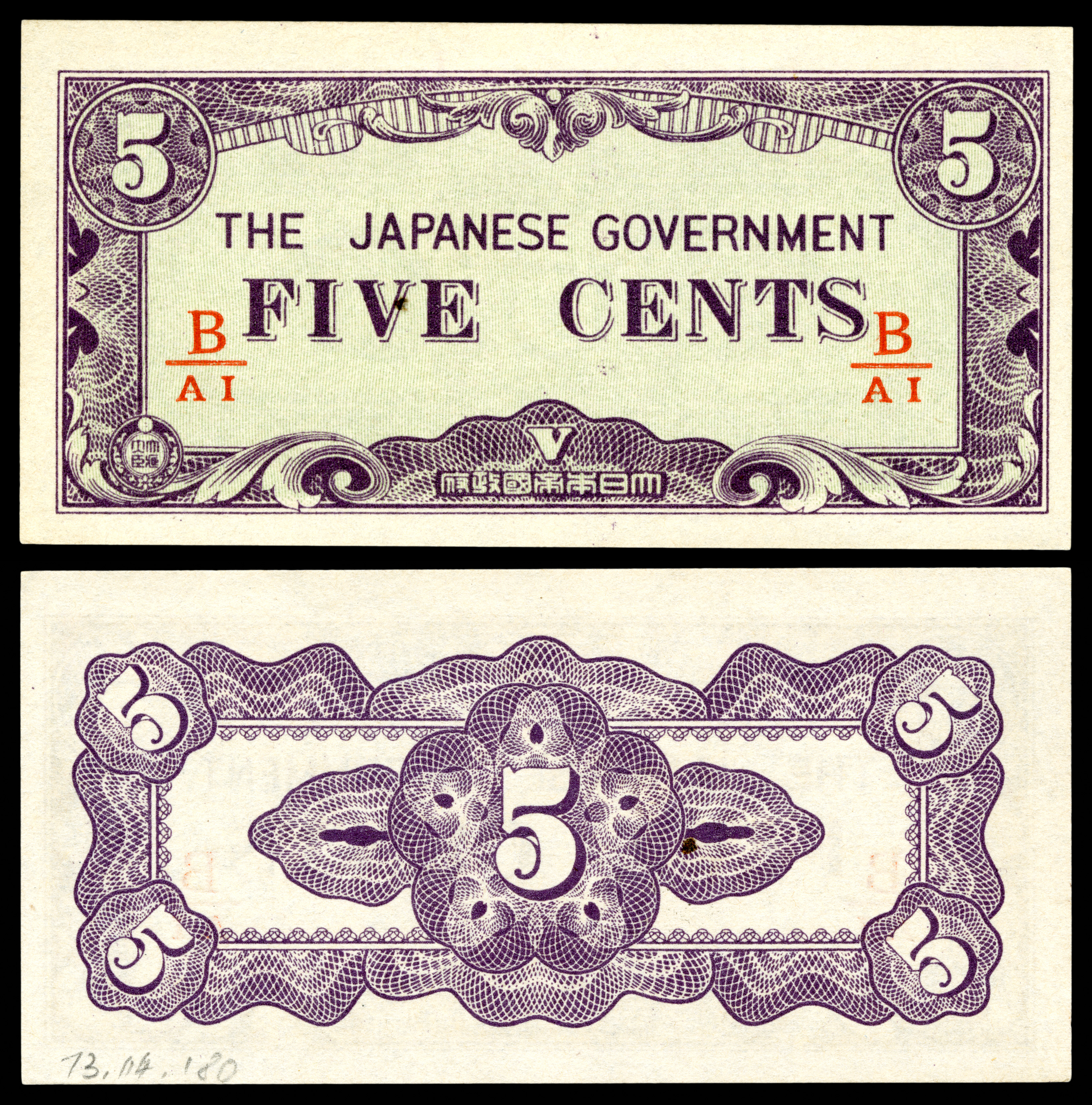
5 cèntims
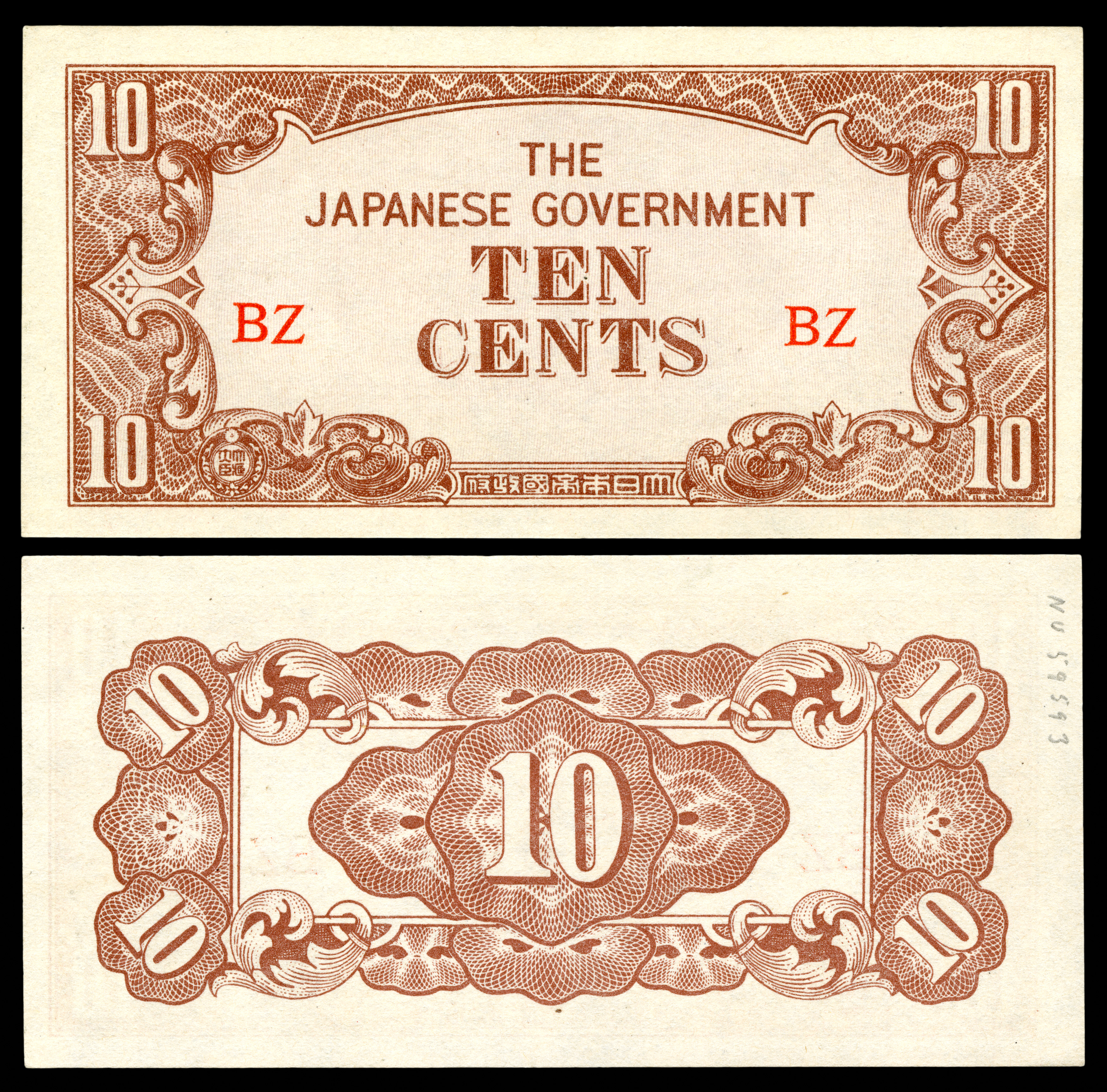
10 cèntims
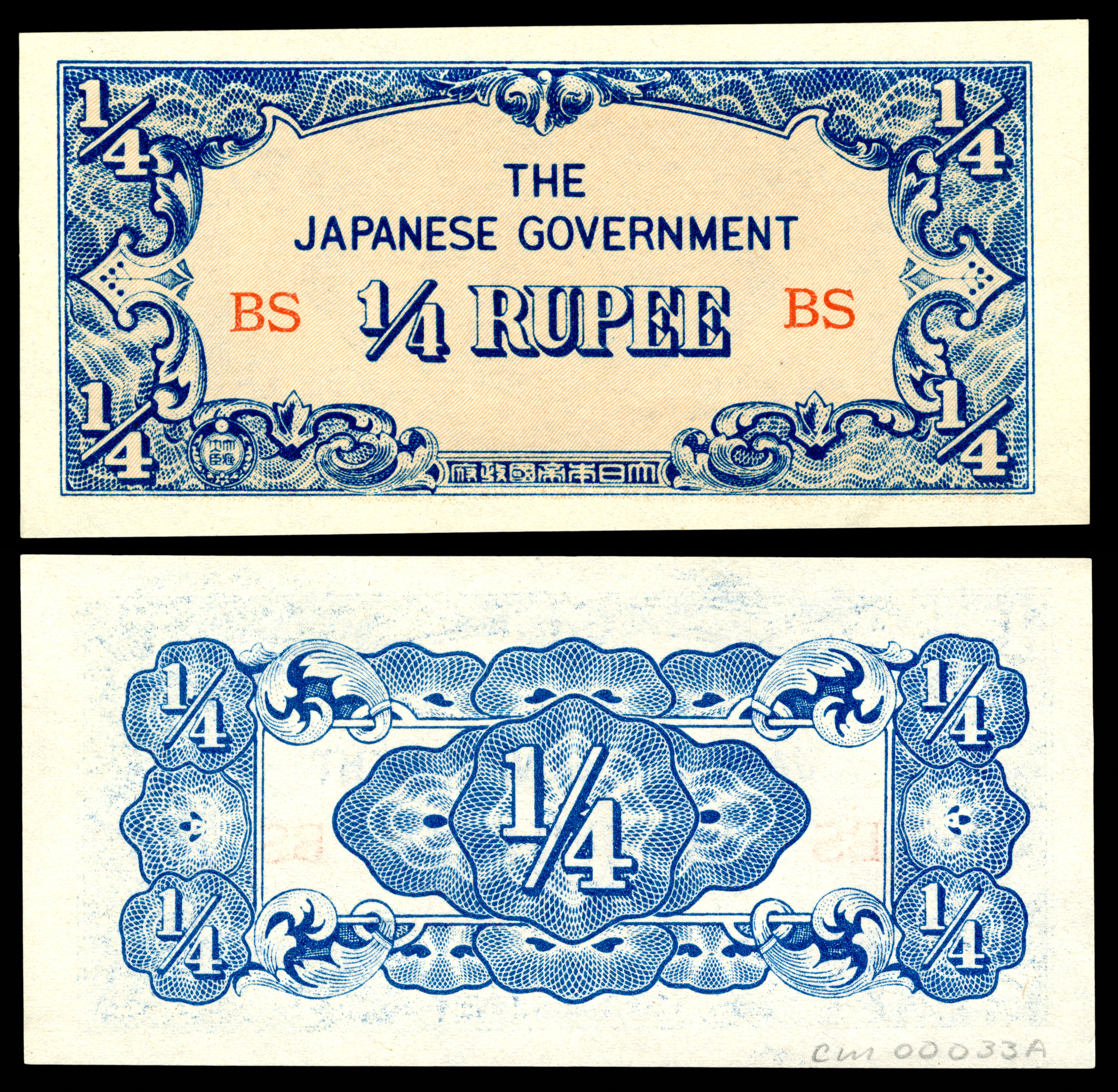
¼ de rupia
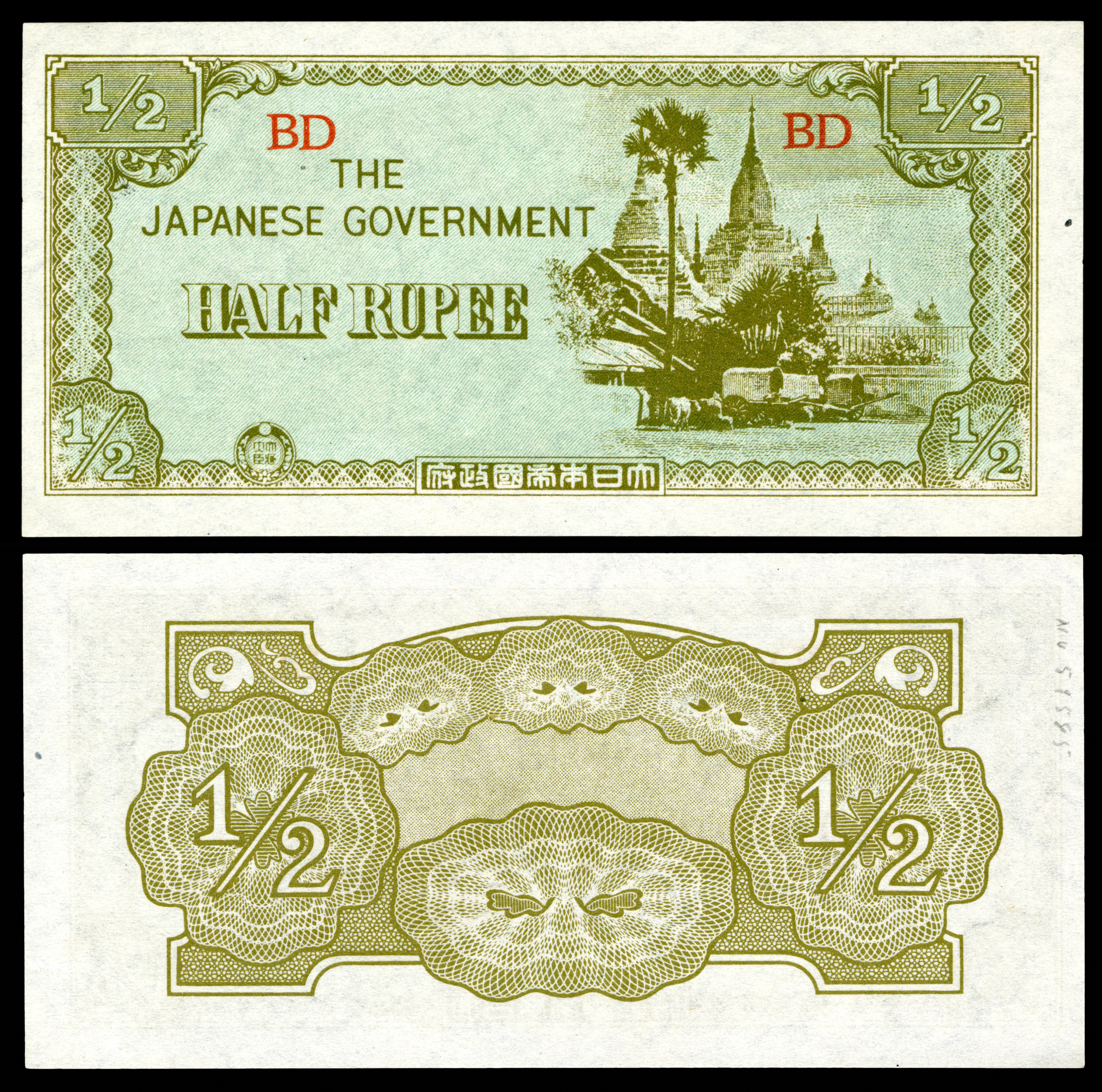
½ rupia
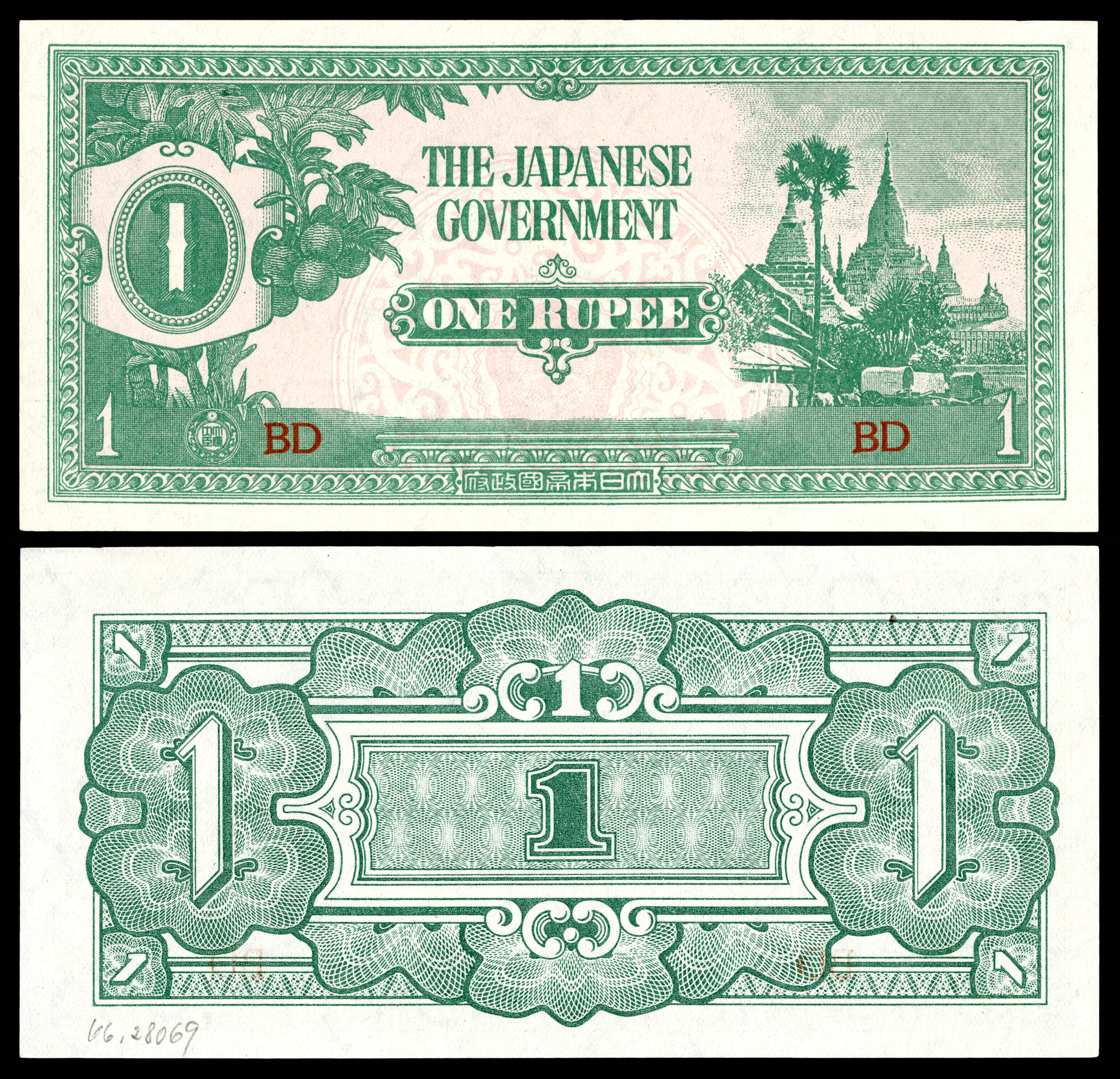
1 rupia
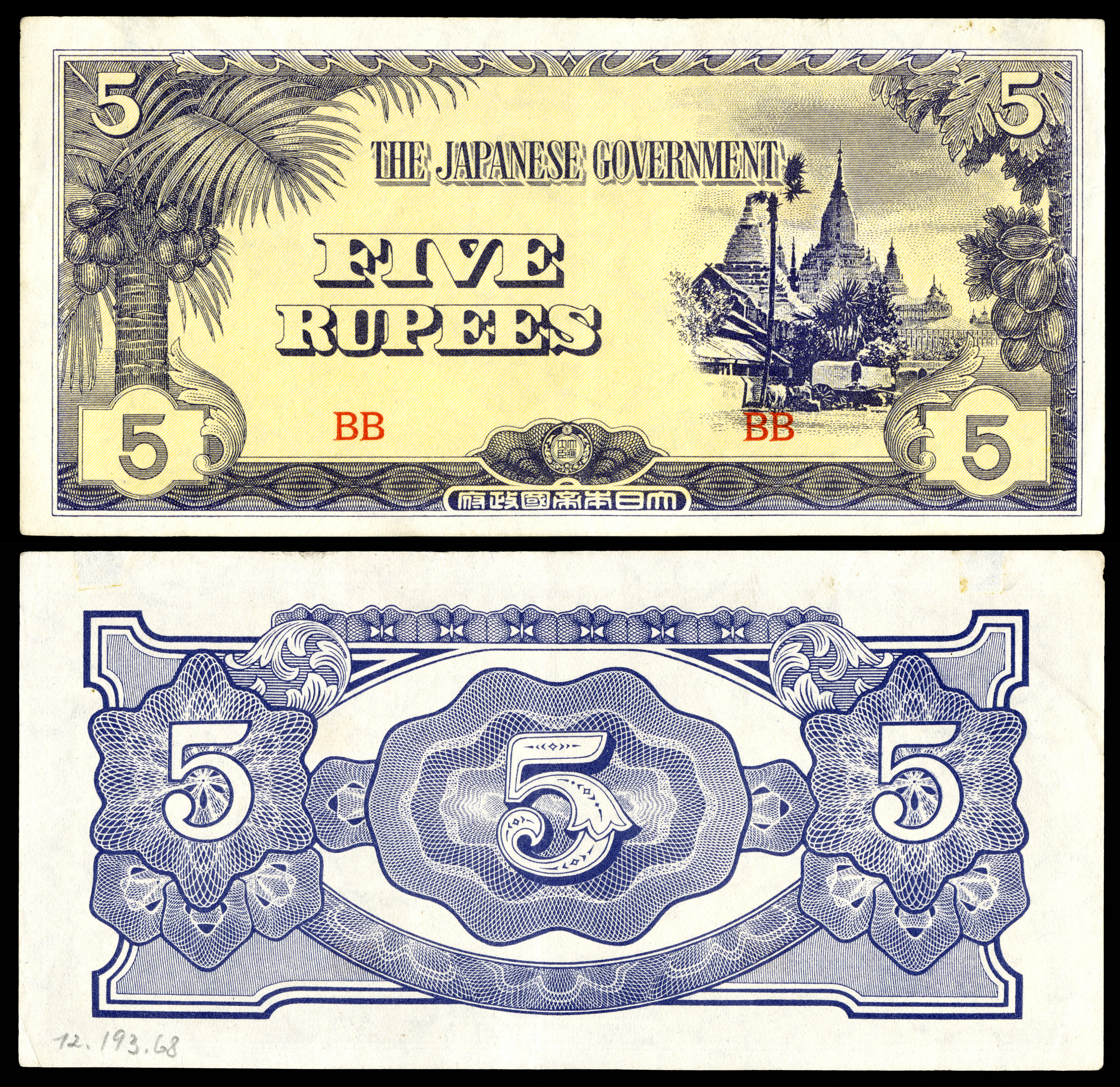
5 rupies
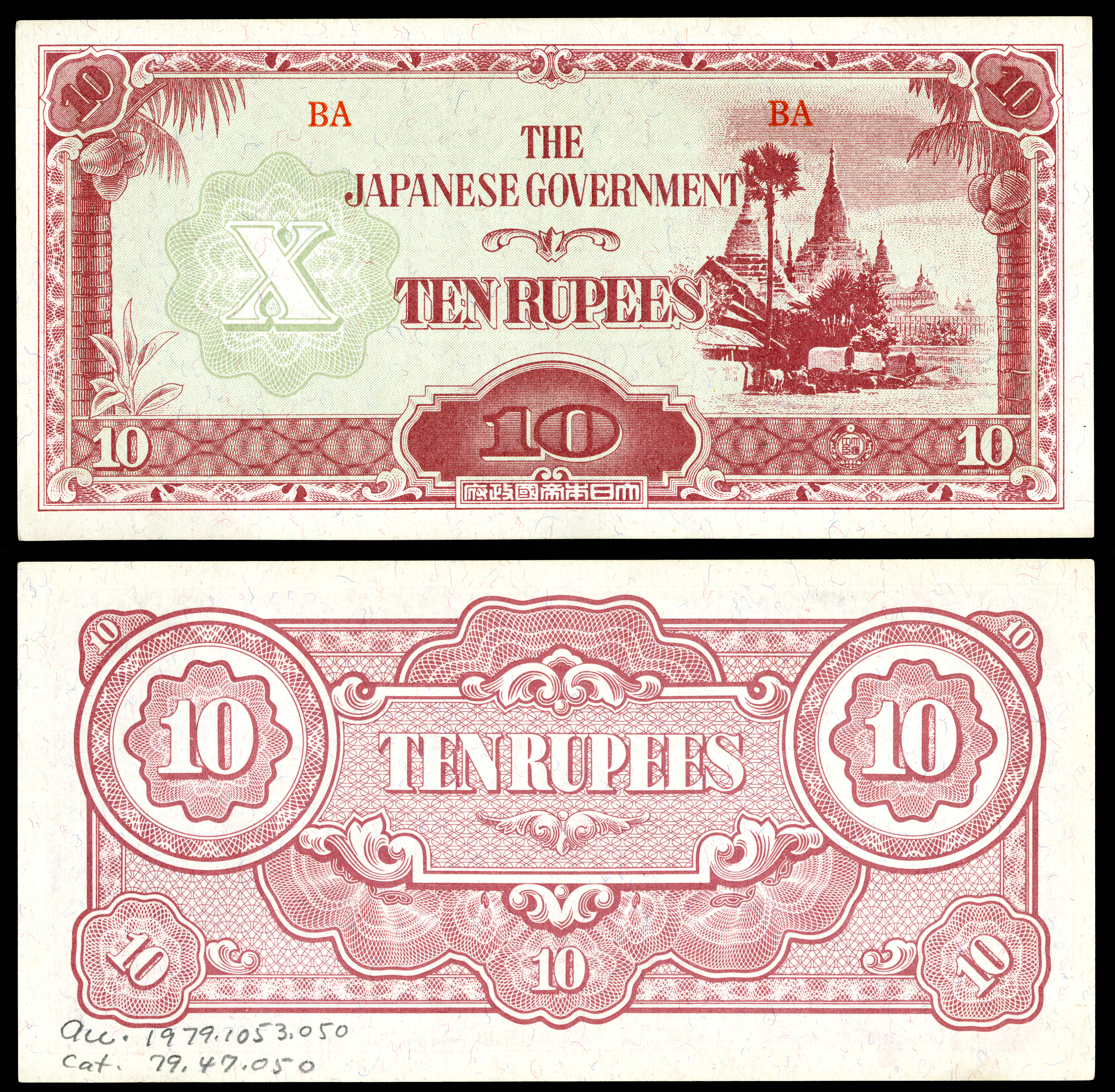
10 rupies
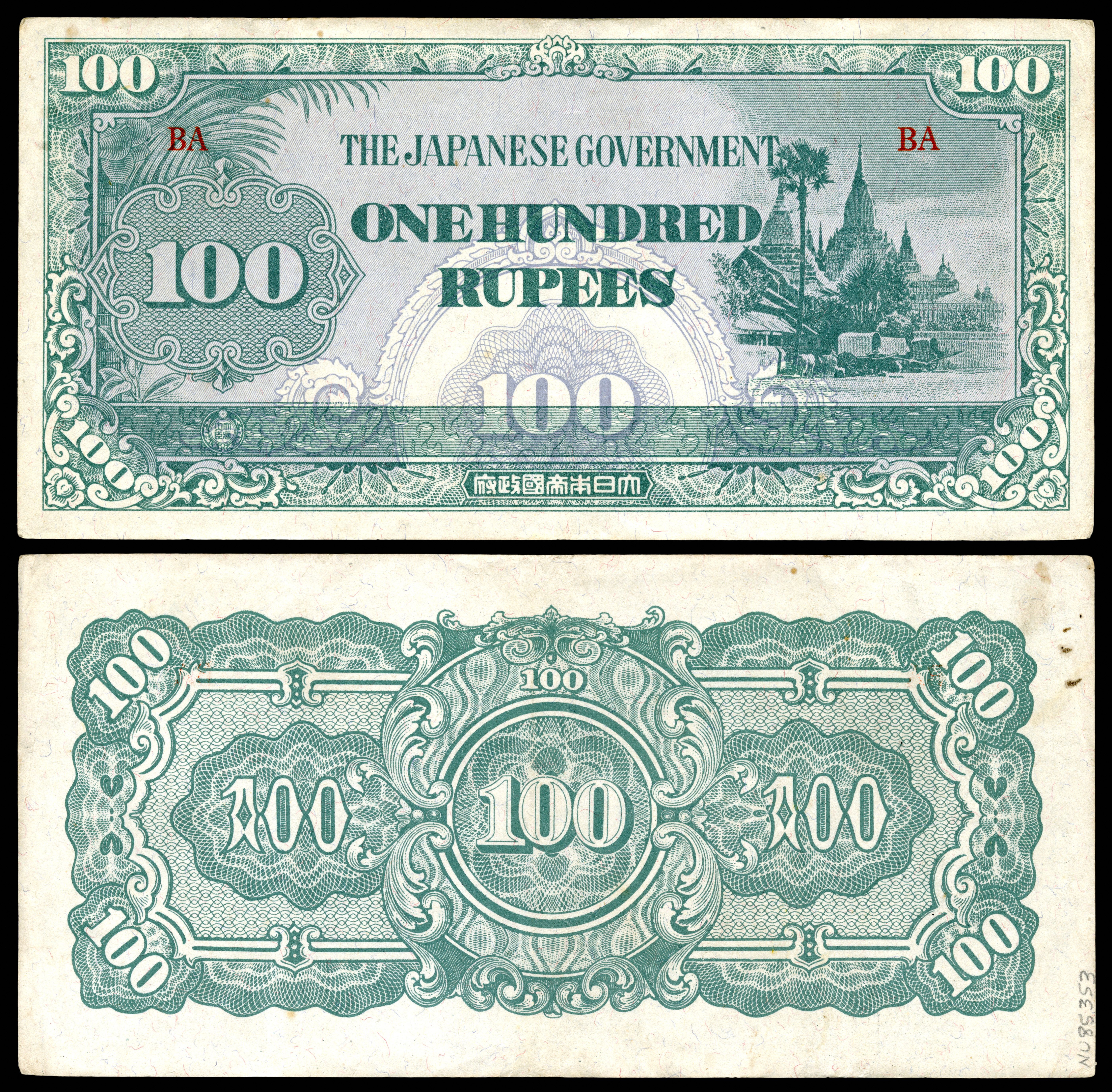
100 rupies